# アクセンスター
アクセンスター（Axenstar）は、スウェーデンのヴェステロース出身のヘヴィメタルバンドである。

## 略歴
1998年、ギターのピーター・ヨハンソンとベースのマグナス・EKによって結成される（結成当初のバンド名はPowerage）。2001年、マグナス・エリクソン（後にマグナス・ウィンターワイルド・エリクソンに改名）（ボーカル・キーボード）、トーマス・エリクソン（ギター）、ピーター・ヨハンソン（ギター）、マグナス・EK（ベース）、ポンタス・ヤンソン（ドラム）のラインナップで、さらにバンド名も現在のアクセンスター (Axenstar)として、本格的に活動を始める。
2002年にはスペインのレーベルであるアライズ・レコードと契約し、デビューアルバムとなる「パーペチュアル・トワイライト（Perpetual Twilight）」をリリースする。2003年5月には2枚目となる「ファー・フロム・ヘヴン（Far From Heaven）」のレコーディングを完了し（日本では同年11月にリリース）、その1週間後には国内のロック・フェスティバルに、翌年1月には、同国のバンドであるファルコナーのオープニング・アクトとしてヨーロッパ・ツアーも敢行した。
2005年には3枚目となる「インクイジション（The Inquisition）」をリリースし、バンドの人気がスウェーデン国内外で徐々に上がるも、トーマス・エリクソン、さらには結成当初のメンバーであったピーター・ヨハンソンがバンドを脱退してしまう。さらに、アライズ・レコードとの契約も終了し、新たな契約先を探す事となった。しかしこの時期、同国のバンドであるスカイファイヤーでドラムとして活動していたヨアキム・ヨンソンが新たなギタリストとして参加する事となった。
また、同年の秋頃にはドイツの老舗レーベルの一つであるマサカー・レコードと新たに契約し、翌年の2006年春に通算4枚目となる「ザ・ファイナル・レクイエム（The Final Requiem）」をリリースする。
しかし、結成当初のメンバーであったマグナス・EKとポンタス・ヤンソンが多忙の為にバンドを脱退する事となった（その後約1年間、ドラムにトーマス・オールソンが、ベースにヘンリック・セデルが在籍していた）。
2008年に入り、残るマグナス・ウィンターワイルド・エリクソンとヨアキム・ヨンソンは通算5枚目となるニュー・アルバムのリリースに向けて楽曲制作を開始し、また同年、新たなドラムとしてアダム・リンドベリが加入し、さらに数ヵ月後にはギターにイェンス・クロヴガードが加入した。ベースは、マグナス・ウィンターワイルド・エリクソンが兼任することとなった。
2009年、前述のマサカー・レコードとの契約も終了し、新曲をマイスペースのオフィシャルページに公開して新たな契約レーベルを募っていたが、2010年6月、ドイツのロック・イット・アップ・レコードと新たに契約を交わし、その傘下のアイスウォーリアー・レコードから、2011年に通算5枚目となるアルバム「アフターマス（Aftermath）」をリリースした。

## メンバー

### 現メンバー
- マグナス・ウィンターワイルド・エリクソン (Magnus "Winterwild" Eriksson) - ボーカル、ベース、キーボード
2008年のヘンリック・セデルの脱退後よりベースを兼任するようになった。
- ヨアキム・ヨンソン (Joakim Jonsson) - ギター
スカイファイヤーでも活動中。
- イェンス・クロヴガード (Jens Klovegård) - ギター
- ハンプス・ファスト (Hampus Fasth) - ドラムス

### 旧メンバー
- ピーター・ペペ・ヨハンソン (Peter "Peppe" Johansson) - ギター
- トーマス・エリクソン (Thomas Eriksson) - ギター
- マグナス・EK (Magnus EK) - ベース
- ヘンリック・セデル (Henrik Sedell) - ベース
- ポンタス・ヤンソン (Pontus Jansson) - ドラムス
- トーマス・オールソン (Thomas Ohlsson) - ドラムス
- アダム・リンドベリ (Adam Lindberg) - ドラムス

## ディスコグラフィー
- パーペチュアル・トワイライト（Perpetual Twilight）- 2002年
- ファー・フロム・ヘヴン（Far From Heaven）- 2003年
- インクイジション（The Inquisition）- 2005年
- ザ・ファイナル・レクイエム（The Final Requiem）- 2006年
- アフターマス（Aftermath）- 2011年
- Where Dreams Are Forgotten - 2014年
- End of All Hope - 2019年